# ITI Film Studio
ITI Film Studio – dawne studio filmowe z siedzibą w Warszawie, należące do grupy Grupy ITI, zamknięte w 2007 roku. Zajmowało się produkcją reklam telewizyjnych oraz filmów, dystrybucją muzyczną przez Impresariat ITI oraz EmbargoNagrania, a także tłumaczeniem filmów na język polski. Współpracowało z ITI Cinema oraz Start International Polska.
Spółka ITI Film Studio produkowała reklamy telewizyjne od 1985 roku, później koncentrując się na produkcji filmów fabularnych, seriali telewizyjnych i filmów dokumentalnych, a także świadczyła usługi w zakresie opracowań polskich wersji lektorskich i napisowych (m.in. do telenowel emitowanych na TVN).
Produkcje ITI Film Studio to filmy fabularne „Katyń” (2007), „Wszystko będzie dobrze” (2007), „Wielka wędrówka” (2006), „Mano” (2005), „Powrót tygrysa” (2005), „Rozdroże Cafe” (2005), „Nigdy w życiu!” (2004), film dokumentalny „Ster” (1987). Koprodukcje: „Statyści” (2006), „Vinci” (2004), „Pogoda na jutro” (2003).

## Opracowanie wersji polskiej

### Telenowele
- Angela
- Camila
- Czas miłości
- Cena miłości
- Grzesznica
- Kłamstwo i miłość
- Labirynt namiętności
- Maria Izabela
- Miłość i nienawiść
- Nigdy cię nie zapomnę
- Paulina
- Porywy serca
- Prawo pożądania
- Przeklęta miłość
- Przyjaciółki i rywalki
- Rosalinda
- Serce z kamienia
- Ścieżki miłości
- Tajemnice pocałunku
- Valeria
- Virginia
- W niewoli uczuć
- Wiosenna namiętność
- Zaklęte serce
- Zdradzona miłość
- Złota klatka